# Le Chanaz
 (juin 2012).
Si vous disposez d'ouvrages ou d'articles de référence ou si vous connaissez des sites web de qualité traitant du thème abordé ici, merci de compléter l'article en donnant les références utiles à sa vérifiabilité et en les liant à la section « Notes et références ».
Le Chanaz est un bateau à passagers du lac du Bourget.

## Histoire
Il fonctionne avec une roue à aubes actionnée par deux moteurs électriques ; c'est le premier bateau à roues à aubes électrique fabriqué en France. Il a été construit en 2009 par le chantier naval Debord de Gujan-Mestras et transporté par camion jusqu'à la ville de Chanaz. Sa coque est en polyester.
Il est utilisé comme bateau de croisière par la compagnie Chanaz Croisières sur le canal de Savières et le lac du Bourget.